# Albatros G.II
Albatros G.II là một loại máy bay ném bom hai tầng cánh hai động cơ của Đức trong Chiến tranh thế giới I.

## Quốc gia sử dụng
German Empire

## Tính năng kỹ chiến thuật (G.II)
Dữ liệu lấy từ German Aircraft of the First World War
- Động cơ: 2 × Benz Bz.III kiểu động cơ piston thằng hàng, làm mát bằng nước, 112 kW (150 hp) mỗi chiếc